# مارثا كوستون
مارثا جين كوستون (12 ديسمبر 1826-9 يوليو 1904) كانت مخترعة وسيدة أعمال أمريكية اخترعت شعلة كوستن، وهو جهاز للإشارة في البحر، وصاحبة شركة شركة كوستون للتصنيع.

## نشأتها
ولدت مارثا هانت في بالتيمور بولاية ماريلاند وانتقلت إلى فيلادلفيا في ثلاثينيات القرن التاسع عشر. في سن 15 أو 16، هربت مع بنيامين فرانكلين كوستون، البالغ من العمر 21 عامًا، والذي اكتسب بالفعل سمعة كمخترع واعد. عندما كان شابًا، أصبح مديرًا للمختبر العلمي للبحرية الأمريكية في واشنطن العاصمة، في ساحة البحرية بواشنطن، طور صاروخًا للإشارة وكتيبًا تمهيديًا للمدافع.
كما جرب أيضًا إشارات ليلية مرمزة بالألوان للسماح بالاتصال بين السفن، والتي كانت تقتصر في ذلك الوقت على الإشارات المرئية مثل الأعلام أثناء النهار والفوانيس في الليل. بعد نزاع حول الدفع مقابل عمله في آلة الإيقاع التمهيدي، استقال كوستون من مهمته مع البحرية في عام 1847 وأصبح رئيسًا لشركة بوسطن للغاز. أدى عمله مع الأبخرة الكيميائية في كل من الساحة البحرية و شركة بوسطن للغاز إلى تدهور صحته ، وتوفي عام 1848 نتيجة التعرض للمواد الكيميائية. على الرغم من أهمية عمله في إشارات التوهج ، فقد اقتصر على الخطط والصيغ الكيميائية.

## تصميم وتطوير الشعلة
كانت السنوات التي أعقبت وفاة بنيامين كوستون مليئة بالمآسي التي تعرضت لها مارثا كوستون. توفي اثنان من أطفالها ووالدتها في العامين التاليين، مما تركها في حالة سيئة عاطفياً وكذلك في ضائقة مالية صعبة. أثناء البحث في أوراق زوجها، اكتشفت الملاحظات التي كتبها ليلاً تشير إلى ساحة البحرية. احتاج عمل زوجها غير المكتمل إلى جهد إضافي كبير قبل أن يتحول إلى نظام إشارات عملي.
لما يقرب من عشر سنوات، عملت مارثا كوستون على تطوير نظام إشارات التوهج بناءً على عمل زوجها السابق. بمعرفتها المحدودة بالكيمياء والألعاب النارية، اعتمدت على نصيحة الكيميائيين المعينين وخبراء الألعاب النارية، وكانت النتائج متباينة. حدث اختراق في عام 1858، عندما كانت تشهد عرض الألعاب النارية في مدينة نيويورك احتفالًا باستكمال كابل التلغراف عبر المحيط الأطلسي ؛ أدركت أن نظامها يحتاج إلى توهج أزرق لامع ، إلى جانب اللونين الأحمر والأبيض اللذين طورتهما بالفعل. أسست شركة كوستون للتصنيع لتصنيع مشاعل الإشارة، ودخلت في علاقة عمل مع مطور ألعاب نارية لتوفير اللون الأزرق الضروري.
في 5 أبريل 1859، حصلت على براءة اختراع أمريكية رقم 23536 لإشارة ليلية للألعاب النارية ونظام كود. (مُنحت براءة الاختراع لها بصفتها مصفوفة إدارية لزوجها المتوفى، الذي تم تسميته باسم المخترع.) باستخدام مجموعات مختلفة من الألوان، مكنت السفن من إرسال إشارات لبعضها البعض، والإشارة إلى الشاطئ. أوصى الكابتن سي إس ماكولي من البحرية الأمريكية باستخدام مشاعلها لوزير البحرية إسحاق توسي في عام 1859. بعد اختبار مطول، والذي أظهر فعالية النظام ، أمرت البحرية الأمريكية بمجموعة أولية من 300 شعلة، ثم وضعت لاحقًا طلب بقيمة 6000 دولار من المشاعل.

## النجاحات الدولية والحرب الأهلية
حصلت كوستون بعد ذلك على براءات اختراع في إنجلترا وفرنسا وإيطاليا والدنمارك والسويد وهولندا، وأبحرت إلى إنجلترا لبدء تسويق اختراعها هناك وفي أجزاء أخرى من أوروبا. بقيت في أوروبا حتى عام 1861، عندما عادت إلى الولايات المتحدة عند اندلاع الحرب الأهلية. ذهبت مباشرة إلى واشنطن ، حيث طلبت من الكونجرس شراء براءة الاختراع حتى يمكن استخدام المشاعل في الاقتراب من الصراع. بعد بعض التأخير، أصدر الكونجرس قانونًا في 5 أغسطس 1861 ، يأذن للبحرية الأمريكية بشراء براءة الاختراع مقابل 20 ألف دولار، على الرغم من أنها كانت أقل من 40 ألف دولار التي كانت قد طلبتها في الأصل.
تم استخدام مشاعل كوستون على نطاق واسع من قبل البحرية الأمريكية خلال الحرب الأهلية؛ لقد أثبتوا فعاليتهم بشكل خاص في اكتشاف والاستيلاء على متسابقي الحصار الكونفدرالي أثناء حصار الاتحاد للموانئ الجنوبية. لعبت مشاعل كوستون أيضًا دورًا مهمًا في تنسيق العمليات البحرية خلال معركة فورت فيشر في نورث كارولينا في 13-15 يناير 1865.
في عام 1871، حصلت كوستون على براءة اختراع باسمها - براءة الاختراع رقم 115935، تحسين الإشارات الليلية للألعاب النارية. بالإضافة إلى العمل على إدخال تحسينات على نظام الإشارات، واصلت الضغط على المطالبات للحصول على تعويض إضافي من الحكومة الأمريكية. نظرًا للتضخم في زمن الحرب، زودت شركة كوستون للتصنيع مشاعل للبحرية الأمريكية بأقل من التكلفة، وقدرت Coston أن الحكومة مدينة لها بتعويض قدره 120.000 دولار. على الرغم من أنها واصلت مطالباتها لأكثر من عشر سنوات، إلا أنها لم تُعرض عليها سوى 15000 دولار أمريكي كتعويض إضافي.

## استخدام شعلة كوستن في خدمة إنقاذ الحياة بالولايات المتحدة
في نهاية المطاف، تم تجهيز كل محطة تابعة لخدمة إنقاذ الحياة في الولايات المتحدة بمصابيح كوستون، والتي كانت تُستخدم للإشارة إلى السفن، والتحذير من الظروف الساحلية الخطرة، واستدعاء رجال الأمواج وغيرهم من المنقذين إلى موقع الحطام. تصف العديد من روايات حطام السفن وعمليات الإنقاذ استخدام توهج كوستون، والذي كان مفيدًا في إنقاذ آلاف الأرواح.

## وفاتها
بينما توفيت مارثا كوستون في عام 1904، ظلت شركتها، التي سميت فيما بعد شركة كوستون سيجنال وشركة كوستون سبلاي، وكانت تعمل حتى عام 1985 على الأقل.